# Jerkebulan Sjynalijev
Jerkebulan Qurmachanuly Sjynalijev (kazakiska: Еркебұлан Құрмаханұлы Шыналиев), född 7 oktober 1987 i Tjimkent  (nu Sjymkent) i Kazakiska SSR, är en kazakstansk boxare som tog OS-brons i lätt tungviktsboxning 2008 i Peking. Sjynalijev har även tagit brons i amatör-VM i boxning 2007.

## Meriter

### Olympiska meriter

#### Olympiska sommarspelen 2008
- Huvudartikel: Boxning vid olympiska sommarspelen 2008

| Tävlande              | Viktklass     | Sextondelsfinal                 | Åttondelsfinal            | Kvartsfinal                  | Semifinal            | Final                |
| Tävlande              | Viktklass     | Motståndare Resultat            | Motståndare Resultat      | Motståndare Resultat         | Motståndare Resultat | Motståndare Resultat |
| --------------------- | ------------- | ------------------------------- | ------------------------- | ---------------------------- | -------------------- | -------------------- |
| Jerkebulan Sjynalijev | Lätt tungvikt | Daugirdas Semiotas (LTU) W 11-3 | Carlos Negron (PUR) W 9-3 | Djakhon Kurbanov (TJK) W DSQ | Zhang Xiaoping (CHN) | 3                    |